# Aristotelism
Aristotelism är en beteckning för filosofiska riktningar som utgått från eller påverkats av Aristoteles filosofi.